# يانغ هونغ جي
يانغ هونغ جي (بالصينية: 杨洪基)؛ من مواليد 8 فبراير 1941) هو ممثل صيني على المستوى الوطني وواحد من أشهر عازفي الباريتون في الصين. وهو أيضًا أستاذ في أكاديمية الفنون بجيش التحرير الشعبي. وهو حاصل على رتبة لواء (شاوجيانغ).

## النشأة والتعليم
ولد يانغ في داليان، لياونينغ، مانشوكو، في 8 فبراير 1941. بعد تأسيس الدولة الشيوعية في عام 1959 قُبل في دار أوبرا داليان لفرقة الأغاني والرقص. في عام 1962 التحق بفرقة الأغاني والرقص بالإدارة السياسية للجنة العسكرية المركزية للحزب الشيوعي الصيني، حيث درس تحت إشراف لي مينغ شيونغ ويانغ هواتانغ وشين شيانغ. انضم إلى الحزب الشيوعي الصيني في يونيو 1979.